# Ernesto Martín Carranza
Ernesto Martín Carranza (San José, 1879-1950) fue un abogado y escritor costarricense, miembro correspondiente de la Real Academia Española en 1922 y miembro fundador en 1923 de la Academia Costarricense de la Lengua, de la cual ocupó el Sillón I.
Padre de Alberto Martén Chavarría, reconocido impulsor de la filosofía económica conocida como solidarismo en Costa Rica y el mundo.

## Estudios
Se graduó de Licenciado en Leyes en la Escuela de Derecho de Costa Rica.

## Cargos públicos
Fue Agente diplomático en Nicaragua, Secretario de la Corte de Justicia Centroamericana (1908), Encargado de Negocios y Cónsul General de Costa Rica en Bélgica (1914-1915), Cónsul General de Costa Rica en Francia (1916-1920), Abogado de la Legación de Costa Rica en Europa (1916-1920), Cónsul General de Costa Rica en Amberes (1920-1921), diputado propietario por San José (1932-1942). 

## Actividad docente
Fue profesor de la Escuela de Derecho de Costa Rica. 

### Obra
- Prosa (1898).
- Cuento de amor (1910).
- Palabras dichas (1913).
- Principios de Derecho Administrativo (1938).